# Requena de Campos
Requena de Campos település Spanyolországban, Palencia tartományban. Requena de Campos Boadilla del Camino, Frómista, Marcilla de Campos, Lantadilla és Itero de la Vega községekkel határos. Lakosainak száma 29 fő (2024).

## Népesség
A település népessége az elmúlt években az alábbi módon változott:
| Lakosok száma | 52   | 41   | 34   | 28   | 24   | 18   | 22   | 18   | 24   | 29   |
|               | 2001 | 2004 | 2007 | 2009 | 2012 | 2014 | 2017 | 2019 | 2022 | 2024 |